# Antemio di Tralle
Antemio di Tralle (in greco antico: Ἀνθέμιος από τις Τράλλεις?, Anthémios apò tis Tràlleis; Tralles, 474 circa – Costantinopoli, 534) è stato un architetto e matematico bizantino, studioso e docente di geometria, meccanica e ottica.

## Biografia
Era uno dei cinque figli di Stefano, uno dei più celebri medici del suo tempo: suo fratello Alessandro seguì le orme paterne a Roma e anche gli altri fratelli divennero famosi.
La sua più celebre opera fu la ricostruzione, in collaborazione con Isidoro di Mileto, della basilica di Santa Sofia, distrutta nell'incendio del 531 e fatta immediatamente riedificare per volere dell'imperatore Giustiniano I: l'opera, di cui curò la parte ingegneristica e assieme a Isidoro seguì la parte realizzativa, fu completata solo nel 537, qualche anno dopo la sua morte. 
Tra i suoi altri lavori, si possono annoverare la realizzazione della chiesa dei santi Sergio e Bacco, che presentò un'impostazione legata allo stile romano, della chiesa di Santa Irene, con il tentativo di fondere lo schema longitudinale e quello accentrato. Diverso fu lo stile dell'Apostoleion e del san Giovanni di Efeso, ben lanciati verso le nuove fasi della architettura bizantina.
Ha lasciato notevoli studi sulle sezioni coniche, oltre a frammenti di trattati di fisica e di geometria come Perì paradòxon mechanemàton ("Paradossi della meccanica").
Fu sua l'attribuzione ad Archimede dello strumento bellico delle lenti per dar fuoco alle navi romane, negli attacchi a Siracusa.